# Stade Alair Corrêa
Le Stade Alair Corrêa (en portugais : Estádio Alair Corrêa), également connu sous le nom de Correão, est un stade de football brésilien situé dans la ville de Cabo Frio dans l'État de Rio de Janeiro.
Le stade, doté de 4 200 places et inauguré en 1985, sert d'enceinte à domicile à l'équipe de football de l'Associação Desportiva Cabofriense.
Le stade porte le nom d'Alair Francisco Corrêa, ancien maire de Cabo Frio entre 2001 et 2004.

## Histoire
Le stade, situé dans le quartier Jardim Caiçara I, ouvre ses portes en 1985 sous le nom de Stade Nenzinho Carriço (en portugais : Estádio Nenzinho Carriço), alors surnommé Carrição.